# Promontorium Fresnel
Il Promontorium Fresnel è una struttura geologica della superficie della Luna.